# Cidade dos Esportes de Dubai
A Cidade dos Esportes de Dubai teve o custo de US $ 4 bilhões, em uma área de 50.000,000 pés quadrados (4.600,000 m2) de uso misto na cidade esportiva construído em Dubai, nos Emirados Árabes Unidos. A cidade é de prédios, bem como diversos equipamentos esportivos. As primeiras estruturas foram concluídas finais de 2007. Muitas pessoas acreditavam que Dubai iria fazer uma possível oferta para sediar os Jogos Olímpicos de Verão de 2016, mas Dubai nunca apresentou uma proposta.
A Dubai Properties é a promotora mestre deste projeto para infra-estrutura. 

## Atrações
A Cidade dos Esportes de Dubai, deve conter os seguintes complexos desportivos:
- Será a principal estrutura esportiva terá 60.000 assentos, um estádio multi-esportivo ao ar livre. Este estádio será usado para atletismo, possivelmente críquete, futebol e rugby.
- Gride de Críquete com 25.000 assentos.
- Um ginásio com 10.000 assentos.
- Um estádio de Hoquei com 5.000 assentos. O  estádio irá fornecer uma base para o Comitê de Hoquei dos EAU e a Academia de Hoquei Mundial. O Estádio de Hoquei é situado no Campus da Academia da Cidade dos Esportes de classe mundial e oferece facilidades para atletas entusiasmados internacionais e locais. A Academia de Hoquei Mundial é a primeira instalação de seu tipo em qualquer lugar do mundo. Através de uma parceria entre a Cidade dos Esportes de Dubaie e da Federação Internacional Hóquei, a Academia de Hoquei Mundial irá proporcionar um acompanhamento ao mais alto nível profissional de hóquei, condimentados treinadores, muitos dos quais têm os seus países representados na arena internacional.

O complexo irá incluir também um campo de golfe com 18-buracos desenhado por Ernie Els.

## Outros empreendimentos
Em 17 de Setembro de 2008 um consórcio foi aparentemente relacionado com o DSC, em conversações com o Newcastle United e o armador Mike Ashley comprado pelo clube Inglês.
Em 25 de setembro de 2008, o Clube de Críquete do Paquistão assinou um acordo de 3 anos acordo para deter ODIs na Cidade dos Esportes de Dubai.

## Galeria

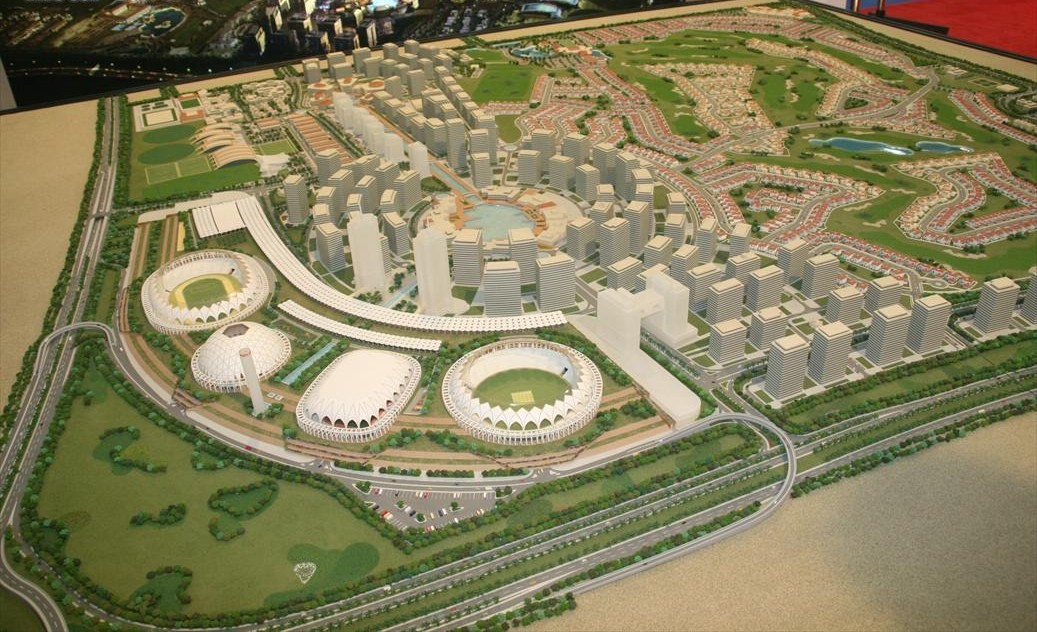
Modelo
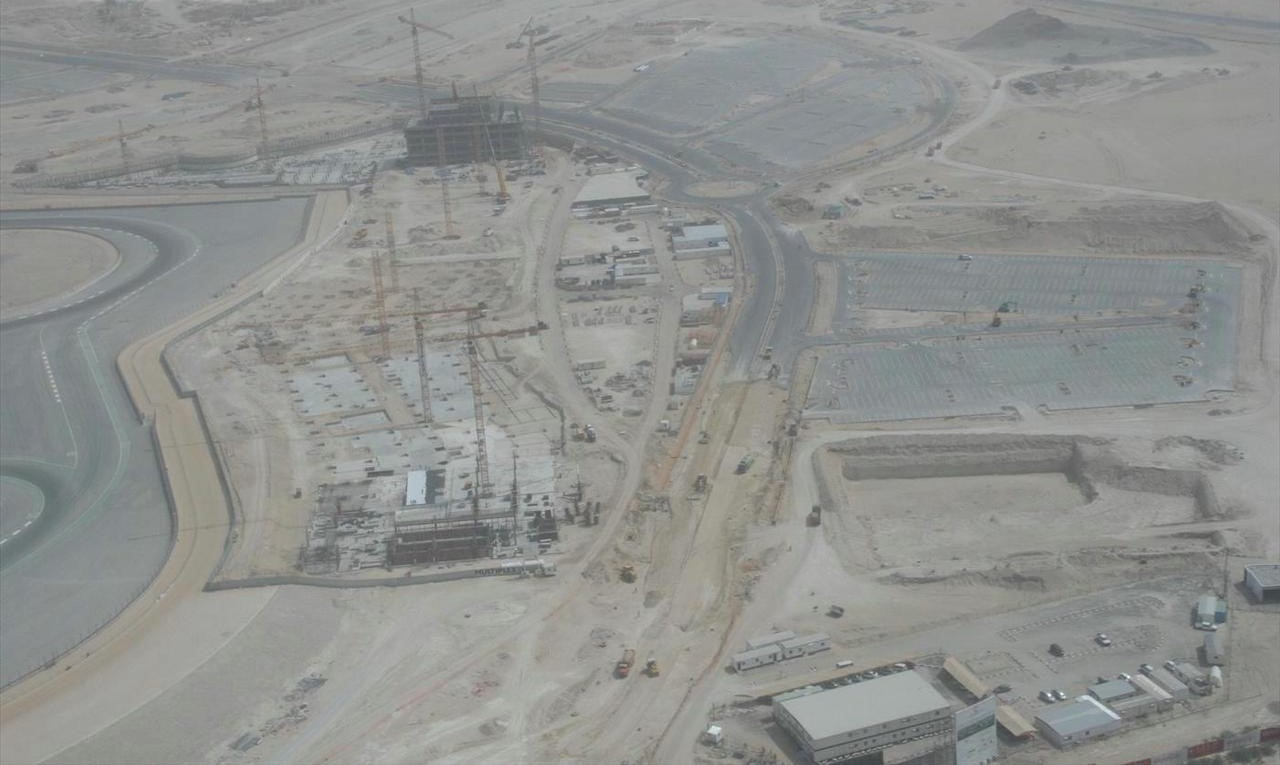
Construção em de 1 Maio 2007